# James Brolin
Craig Kenneth Bruderlin, ismertebb nevén James Brolin (Los Angeles, 1940. július 18. –) kétszeres Golden Globe- és Primetime Emmy-díjas amerikai színész, filmrendező és filmproducer.
1969 és 1976 között a Marcus Welby, M.D. című orvosi drámasorozat főszereplőjeként Golden Globe- és Primetime Emmy-díjakat nyert. A Hotel (1983–1988) című szappanopera újabb Golden Globe-jelölést hozott számára. A Pensacola – A név kötelez című drámasorozatban szintén főszerepet osztottak rá, míg a 2003-ban bemutatott A Reagan család című tévéfilmben Ronald Reagan megformálásával ismét Primetime Emmy- és Golden Globe-jelöléseket szerzett. 2015-től 2019-ig a Családom, darabokban című szituációs komédiában alakított főszerepet.
A mozivásznon fontosabb szerepe volt a Feltámad a vadnyugat (1973), a Földi űrutazás (1978), A rettegés háza (1979) és a Traffic (2000) című filmekben. Rendezőként 1997-ben debütált a Ha harc, hát legyen harc! című filmmel.
1998 óta Barbra Streisand férje. Korábbi házasságából született fia, Josh Brolin szintén színész.

## Élete és pályafutása
Craig Kenneth Bruderlin néven született 1940. július 18-án Los Angelesben, Henry Hurst Bruderlin (1911–2002) építőipari vállalkozó és felesége, Helen Sue Mansur (1915–2014) háromból legidősebb fiaként.
Színészi karrierje az 1960-as évek elején kezdődött vendégszerepekkel televíziós sorozatokban és kis filmes szerepekben.
1969-ben a Dr. Marcus Welby televíziós sorozat révén vált ismertté, amiért Emmy- és Golden Globe-díjat kapott. Ebben a sorozatban a Robert Young által alakított tapasztalt dr. Welbyvel a fiatal orvos, Steve Kiley szerepét játssza. A sorozat nézettségi rekordot aratott, és 1976-ig futott. Ezzel egy időben Brolin nagyobb szerepeket kezdett el vállalni olyan filmekben, mint a Feltámad a vadnyugat (1973), a Földi űrutazás (1978) és A rettegés háza (1979). 1983-ban Roger Moore-tól kellett volna átvennie James Bond szerepét a Polipkában, de nem sokkal a forgatás megkezdése előtt a Bond-producerek úgy döntöttek, ismét Moore-ral forgatnak.
1983-tól 1988-ig Peter McDermott szállodaigazgató főszerepét alakította a népszerű Szálloda című sorozatban. Az 1990-es évektől kezdve különböző B-filmekben és televíziós filmekben vállalt főszerepeket. A pazarabb filmekben azonban csak mellékszereplőként kapott szerepet, mint például a Traffic (2000) és a Kapj el, ha tudsz (2002) című filmekben. Natasha Henstridge játszott vele az Özvegy a hegyen (2005) című televíziós filmdrámában.
Televíziós színészként további hírnevet szerzett Kelly ezredeskent a Pensacola – A név kötelez (1997–2000) című sorozatban, amelyben rendezőként és producerként is dolgozott. 1997-ben a Rejtélyes igazságok néhány epizódjának házigazda szerepét is átvette, de végül átadta e feladatokat Jonathan Frakesnek. 2002-ben egy republikánus elnökjelöltet alakított Az elnök emberei című sorozatban. 2003-ban Ronald Reagan volt amerikai elnököt játszotta az amerikai televízió számára készült A Reagan család című életrajzi filmben. Oldalán egy másik ausztrál színésznő, Judy Davis alakította Nancy Reagant. Egy évvel korábban egy republikánus elnökjelöltet játszott Az elnök embereiben.

## Magánélete
1966-tól 1984-ig tartó első házasságából született fia a színész Josh Brolin (1968) és egy lánya (1972). 1986 és 1995 között volt felesége Jan Smithers színésznő (1949), akitől egy újabb lánya született (1987). Brolin 1998-ban újra házasságot kötött Barbra Streisanddal.

### Motorsport
Brolin 1978 és 1982 között több éven át amatőr versenyzőként is tevékenykedett sportautóversenyeken. Többek között részt vett a 24 órás daytonai és a 12 órás sebringi versenyeken.

## Filmográfia

### Film
| Év   | Magyar cím                              | Eredeti cím                     | Szerep                                         | Magyar hang            |
| ---- | --------------------------------------- | ------------------------------- | ---------------------------------------------- | ---------------------- |
| 1963 |                                         | Take Her, She's Mine            | Mel                                            |                        |
| 1965 | Kedves Brigitte                         | Dear Brigitte                   | tanuló                                         |                        |
| 1965 | Az elrabolt expresszvonat               | Von Ryan's Express              | Ames közlegény                                 |                        |
| 1966 | Derek Flint                             | Our Man Flint                   | GALAXY technikus                               |                        |
| 1966 | Fantasztikus utazás                     | Fantastic Voyage                | technikus                                      |                        |
| 1967 |                                         | The Cape Town Affair            | Skip McCoy                                     |                        |
| 1968 | A bostoni fojtogató                     | The Boston Strangler            | Phil Lisi detektív őrmester                    | Lőte Attila            |
| 1972 | Eltérítve                               | Skyjacked                       | Jerome K. Weber őrmester                       |                        |
| 1973 | Feltámad a vadnyugat                    | Westworld                       | John Blane                                     | Szabó Sipos Barnabás   |
| 1976 | Gable és Lombard                        | Gable and Lombard               | Clark Gable                                    | Sinkovits-Vitay András |
| 1977 | A rettegés autója                       | The Car                         | Wade Parent százados                           | Rosta Sándor           |
| 1977 | Földi űrutazás                          | Capricorn One                   | Charles Brubaker ezredes                       | Juhász Jácint          |
| 1977 | Földi űrutazás                          | Capricorn One                   | Charles Brubaker ezredes                       | Kovács István          |
| 1977 | Földi űrutazás                          | Capricorn One                   | Charles Brubaker ezredes                       | Rubold Ödön            |
| 1979 | A rettegés háza                         | The Amityville Horror           | George Lutz                                    | Vass Gábor             |
| 1979 | A rettegés háza                         | The Amityville Horror           | George Lutz                                    | Rékasi Károly          |
| 1979 | A rettegés háza                         | The Amityville Horror           | George Lutz                                    | Tarján Péter           |
| 1980 |                                         | Night of the Juggler            | Sean Boyd                                      |                        |
| 1981 | Túl nagy rizikó                         | High Risk                       | Stone                                          | Barabás Kiss Zoltán    |
| 1985 | Pee Wee nagy kalandja                   | Pee-wee's Big Adventure         | P.W. Herman (cameo)                            |                        |
| 1990 | A gonosz Jim                            | Bad Jim                         | B. D. Sweetman                                 | Jakab Csaba            |
| 1991 |                                         | Ted & Venus                     | Max Waters                                     |                        |
| 1992 | Benzin, étel, szállás                   | Gas Food Lodging                | John Evans                                     |                        |
| 1993 |                                         | Paper Hearts                    | Henry                                          |                        |
| 1994 | Vizuális Biblia: Apostolok cselekedetei | The Visual Bible: Acts          | Simon Péter                                    | Rékasi Károly          |
| 1997 | Ha harc, hát legyen harc!               | My Brother's War                | John Hall                                      |                        |
| 2000 | Traffic                                 | Traffic                         | Ralph Landry tábornok                          | Izsóf Vilmos           |
| 2002 | Kapj el, ha tudsz                       | Catch Me If You Can             | Jack Barnes                                    | Kardos Gábor           |
| 2002 | Az álcázás mestere                      | The Master of Disguise          | Fabbrizio Disguisey                            |                        |
| 2003 | Esküdni mernék                          | A Guy Thing                     | Ken Cooper                                     | Horányi László         |
| 2006 | Alibi – Ha hiszed, ha nem               | The Alibi                       | Robert Hatch                                   | Szersén Gyula          |
| 2007 | Rókavadászat                            | The Hunting Party               | Franklin Harris                                | Kajtár Róbert          |
| 2007 |                                         | Bad Girl Island                 | Terry Bamba                                    |                        |
| 2008 | Szerelem második látásra                | Last Chance Harvey              | Brian                                          | Forgács Gábor          |
| 2009 | A verda horda – Adj el, vagy hullj el!  | The Goods: Live Hard, Sell Hard | Ben Selleck                                    | Barbinek Péter         |
| 2009 | Keserédes                               | Bitter/Sweet                    | Calvert Jenkins                                | Vass Gábor             |
| 2010 | Díva                                    | Burlesque                       | Mr. Anderson                                   | Szokolay Ottó          |
| 2010 | Standing Ovation                        |                                 |                                                |                        |
| 2011 | A végakarat                             | Last Will                       | Sloan nyomozó                                  | Vass Gábor             |
| 2011 |                                         | A Fonder Heart                  | Craig                                          |                        |
| 2011 | Szemenszedett boldogság                 | Love, Wedding, Marriage         | Bradley                                        | Forgács Gábor          |
| 2014 |                                         | Elsa & Fred                     | Max Hayes                                      |                        |
| 2015 | Véletlenből szerelem                    | Accidental Love                 | Bramen szenátor                                | Rosta Sándor           |
| 2015 | Féltestvérek                            | The Steps                       | Ed                                             |                        |
| 2015 | A harminchármak                         | The 33                          | Jeff Hart                                      | Barbinek Péter         |
| 2015 | Lánytesók                               | Sisters                         | Bucky Ellis                                    | Ujréti László          |
| 2017 |                                         | Being Rose                      | Max                                            |                        |
| 2022 | Lightyear                               | Lightyear                       | Zurg császár / idősebb Buzz Lightyear (hangja) | Borbiczki Ferenc       |

### Televízió
| Év        | Magyar cím                               | Eredeti cím                        | Szerep                      | Megjegyzések                                             |
| --------- | ---------------------------------------- | ---------------------------------- | --------------------------- | -------------------------------------------------------- |
| 1961      |                                          | Follow the Sun                     | tinédzser                   | 1 epizód                                                 |
| 1961      | Buszmegálló                              | Bus Stop                           | ismeretlen szerep           | 1 epizód                                                 |
| 1962      |                                          | Margie                             | Freddie Coates              | 1 epizód                                                 |
| 1964–1965 |                                          | Valentine's Day                    | Harry / Charlie             | 2 epizód                                                 |
| 1965      |                                          | Voyage to the Bottom of the Sea    | Spencer                     | 1 epizód                                                 |
| 1965      |                                          | The Patty Duke Show                | Hank                        | 1 epizód                                                 |
| 1966–1967 |                                          | The Monroes                        | Dalton Wales                | 4 epizód                                                 |
| 1966–1967 | Batman                                   | Batman                             | több szereplő               | 3 epizód                                                 |
| 1969      |                                          | The Virginian                      | Ned Trumbull                | 1 epizód                                                 |
| 1969–1976 |                                          | Marcus Welby, M.D.                 | Steven Kiley                | 170 epizód                                               |
| 1972–1974 |                                          | Owen Marshall, Counselor at Law    | Zack Jamison / Steven Kiley | 2 epizód                                                 |
| 1973      |                                          | Trapped                            | Chuck Brenner               | tévéfilm                                                 |
| 1978      | Acélcowboy                               | Steel Cowboy                       | Clayton Ray Dennis          | - tévéfilm - magyar hangja: - Vass Gábor                 |
| 1983–1988 |                                          | Hotel                              | Peter McDermott             | 115 epizód                                               |
| 1989      |                                          | Finish Line                        | Martin Shrevelow            | tévéfilm                                                 |
| 1990      |                                          | Nightmare on the 13th Floor        | Alan Lanier                 | tévéfilm                                                 |
| 1990      |                                          | The Earth Day Special              | doktor                      | különkiadás                                              |
| 1991      | Hullámsírban                             | And the Sea Will Tell              | Mac Graham                  | tévéfilm                                                 |
| 1993      | Vadnyugati történet: Nehéz úton          | Gunsmoke: The Long Ride            | John Parsley                | tévéfilm                                                 |
| 1993      |                                          | Visions of Murder                  | Hal                         | tévéfilm                                                 |
| 1994      | Balhés bankett                           | Parallel Lives                     | Spencer Jones professzor    | tévéfilm                                                 |
| 1995      |                                          | Extreme                            | Reese Wheeler               | 7 epizód                                                 |
| 1996      | Nyomoz a páros – Vadászidény             | Hart to Hart: Harts in High Season | Elliot                      | tévéfilm                                                 |
| 1997      | Roseanne                                 | Roseanne                           | Edgar Wellman, Jr.          | 2 epizód                                                 |
| 1997      | Rejtélyes igazságok                      | Beyond Belief: Fact or Fiction     | házigazda                   | 6 epizód                                                 |
| 1997–2000 | Pensacola – A név kötelez                | Pensacola: Wings of Gold           | Bill Kelly alezredes        | 66 epizód                                                |
| 1998      |                                          | A Marriage of Convenience          | Mason Whitney               | tévéfilm                                                 |
| 2002      | Az elnök emberei                         | The West Wing                      | Robert Ritchie kormányzó    | 2 epizód                                                 |
| 2003      | A Reagan család                          | The Reagans                        | Ronald Reagan               | - tévéfilm - magyar hangja: - Barbinek Péter             |
| 2005      | Monk – A flúgos nyomozó                  | Monk                               | Daniel Thorn                | 1 epizód                                                 |
| 2005      | Özvegy a hegyen                          | Widow on the Hill                  | Hank Cavanaugh              | tévéfilm                                                 |
| 2008      | Esküdt ellenségek: Különleges ügyosztály | Law & Order: Special Victims Unit  | Richard Finley ezredes      | 1 epizód                                                 |
| 2008      | Az elsüllyedt város kincse               | Lost City Raiders                  | John Kubiak                 | - tévéfilm - magyar hangja: - Forgács Gábor              |
| 2009      | Psych – Dilis detektívek                 | Psych                              | Hank Mendel seriff          | 1 epizód                                                 |
| 2010      | Pokoli áramszünet                        | Blackout                           | Terrance Danfield           | 3 epizód                                                 |
| 2013      | Balfékek                                 | Community                          | William Winger              | 1 epizód                                                 |
| 2013      | Tucker karácsonya                        | Christmas with Tucker              | Bo McCray                   | - tévéfilm - magyar hangja: - Szersén Gyula              |
| 2013–2016 | Castle                                   | Castle                             | Jackson Hunt                | 3 epizód                                                 |
| 2015–2019 | Családom, darabokban                     | Life in Pieces                     | John Short                  | - főszereplő (79 epizód) - magyar hangja: - Rosta Sándor |
| 2016      |                                          | I'll Be Home For Christmas         | Jack Foster                 | - tévéfilm - rendező és vezető producer                  |
| 2017      |                                          | Royal Hearts                       | Hank Pavlik                 | tévéfilm (rendező)                                       |
| 2021–2024 | Sweet Tooth: Az agancsos fiú             | Sweet Tooth                        | Gus idősen (hangja)         | - főszereplő - magyar hangja: - Barbinek Péter           |
| 2025      | Ransom Canyon                            | Ransom Canyon                      | Fuller kapitány             | - főszereplő - magyar hangja: - Rosta Sándor             |

## Fontosabb díjak és jelölések
- csillag a Hollywoodi Hírességek Sétányán
- Primetime Emmy-díj a legjobb férfi mellékszereplőnek (drámasorozat) (1970)
- Golden Globe-díj a legjobb férfi mellékszereplőnek (1971)
- Golden Globe-díj a legjobb férfi mellékszereplőnek (1973)

## Fordítás
- Ez a szócikk részben vagy egészben  a   James Brolin című angol Wikipédia-szócikk fordításán alapul.  Az eredeti cikk szerkesztőit annak laptörténete sorolja fel. Ez a jelzés csupán a megfogalmazás eredetét és a szerzői jogokat jelzi, nem szolgál a cikkben szereplő információk forrásmegjelöléseként.